# Madeleine und der Legionär
Madeleine und der Legionär ist eine aufwendige Filmproduktion des deutschen Nachkriegskinos. Unter der Regie von Wolfgang Staudte spielen Stars wie Hildegard Knef und Bernhard Wicki. Der Film wurde an Originalschauplätzen unter anderem in Marokko gedreht. Trotz allen Aufwands wurde der Film ein kommerzieller Misserfolg.

## Handlung
Die junge französische Lehrerin Madeleine Durand hat keine Wahl. Nach dem Überfall durch aufständische Araber in Algerien muss sie sich wohl oder übel drei desertierten Fremdenlegionären und deren Aufseher anschließen. Auch der Aufseher Robert Altmann entpuppt sich als Deserteur. Eine abenteuerreiche Jagd beginnt. Einer der Deserteure kommt um, die anderen gelangen nach Frankreich. Altmann taucht später in Madeleines Heimatstadt auf, da die Polizei noch immer nach ihm sucht.

## Produktionsnotizen
Der Film wurde vom 9. September bis Ende Oktober 1957 gedreht. Als Atelier dienten die Ufa-Ateliers Berlin-Tempelhof, die Außenaufnahmen entstanden in Cuxhaven, Nordafrika (unter anderem in Tanger und Algier), Frankreich und Italien. Die Uraufführung erfolgte am 21. Januar 1958 im Zoo-Palast in Berlin.

## Kritiken
- Filmdienst: „Ins Unverbindliche verlagerte Abenteuerfabel, dramaturgisch so ungeschickt verknotet, daß weder Staudtes Bemühungen um Bildkomposition und Montage noch die prominente Fehl-Besetzung viel ausrichten können.“